# Maro sibiricus
Maro sibiricus är en spindelart som beskrevs av Kirill Yeskov 1980. Maro sibiricus ingår i släktet Maro och familjen täckvävarspindlar. Inga underarter finns listade i Catalogue of Life.